# 西馬込站
西馬込站（日语：／ Nishi-magome eki */?）是位於日本東京都大田區西馬込二丁目，屬於東京都交通局（都營地下鐵）淺草線的鐵路車站。車站編號是A 01。
本站位於都營地下鐵車站的最南端，也是東京的地下鐵系統諸站當中最南端的車站。此站的南側是淺草線的車輛基地馬込車輛檢修場（東京都交通局馬込廳舍）。

## 歷史
- 1968年（昭和43年）11月15日：都營地下鐵1號線開業。
- 1978年（昭和53年）7月1日：1號線改稱為淺草線[3]。
- 2007年（平成19年）3月18日：启用IC卡PASMO[4]。
- 2013年（平成25年）
  - 3月30日：新設東口建設完成[5]。
  - 11月25日：南口至1號線的通道開通。
- 2023年（令和5年）11月18日：启用月台幕門[6]。至此，西马込站成为都交通局管辖的都营地下铁车站中最后一个安装月台幕门的车站。

## 車站構造
本站月台為對向式月台2面2線設計。2009年度進行改裝工程，月台側壁與西口閘內大堂貼上了白色瓷磚。
站長事務室位於西口。曾經由五反田站務管理所西馬込站務區管理西馬込－戶越之間各站，現已統合至五反田站務區。

### 閘機、出入口
月台位於地下3樓，前往閘機需先下到地下4樓。但由於東口剪票口與月台同層，1號線月台往剪票口不須到下一層。
出入口與閘口分為西口（舊馬込車輛工場方向）、南口（馬込車輛檢修場、池上本門寺、池上梅園方向）、東口（大田區立鄉土博物館方向）共3個，西口與南口閘口位於大廈1樓，東口位於地下3樓。西口設有包括傷殘人士使用的廁所以及上行扶手電梯。南口設有定期券售票機。東口設置了升降機與出入口和閘機層連結。
本站為相對式月台終點站，但兩月台皆能開往押上方向，因此搭車時須先行確認發車資訊。
月台南側（川崎方向）有拖上線與通往馬込車輛檢修場的側線。2004年6月以前本站北側曾有馬込車輛工廠。出入工廠須使用2號線月台西側牆壁外的連絡線（工場線），但在工廠廢止後廢除此連絡線與隧道。工廠舊址現改建為立正大學附屬立正中學校、高等學校馬込校區。

### 月台配置
| 月台 | 路線   | 目的地                                             |
| ---- | ------ | -------------------------------------------------- |
| 1、2 | 淺草線 | 押上、京成本線、北總線、（泉岳寺轉乘）京急本線方向 |

（來源：都營地下鐵:車站構內圖 （页面存档备份，存于））

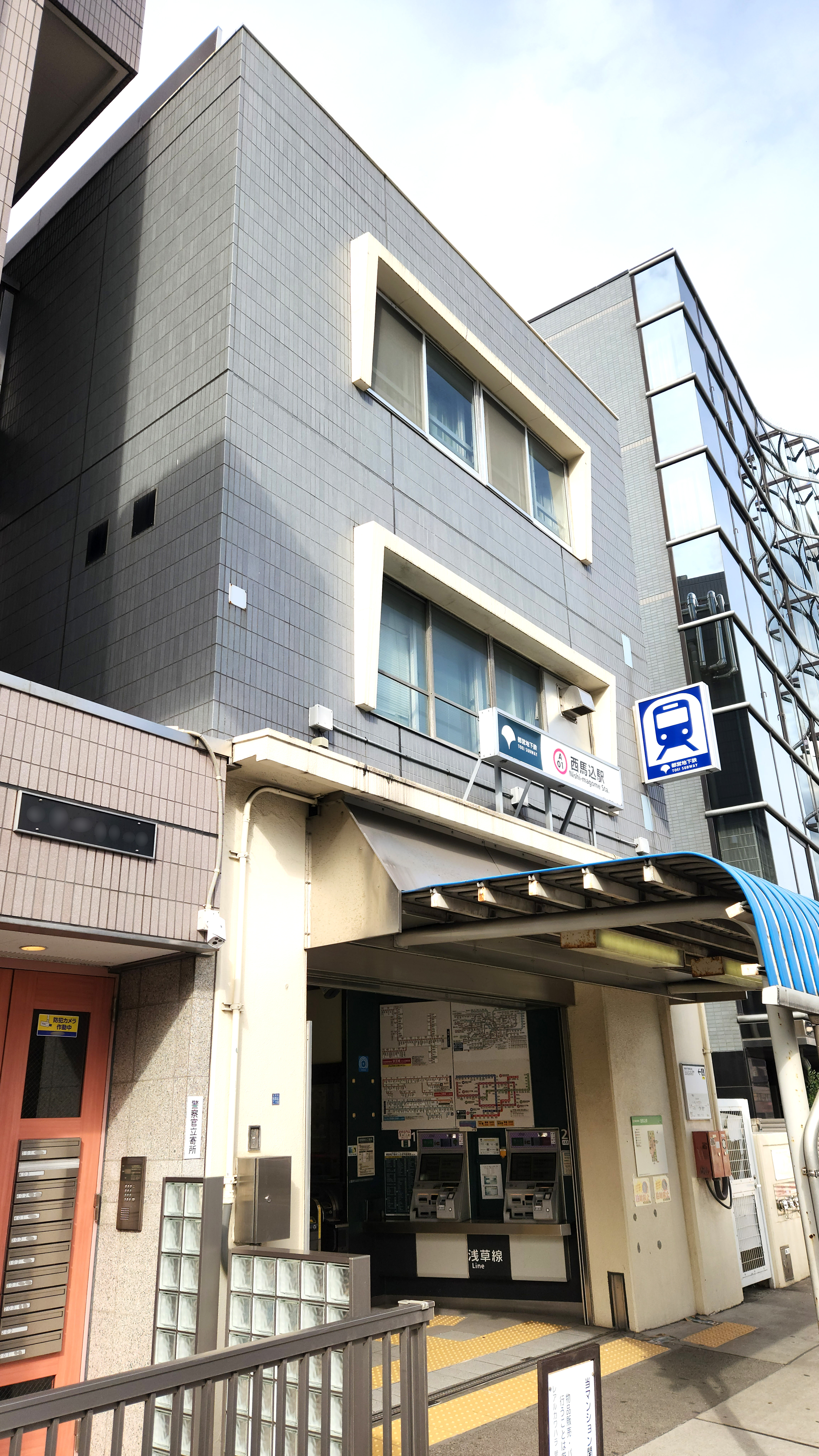
西口（2022年12月17日）
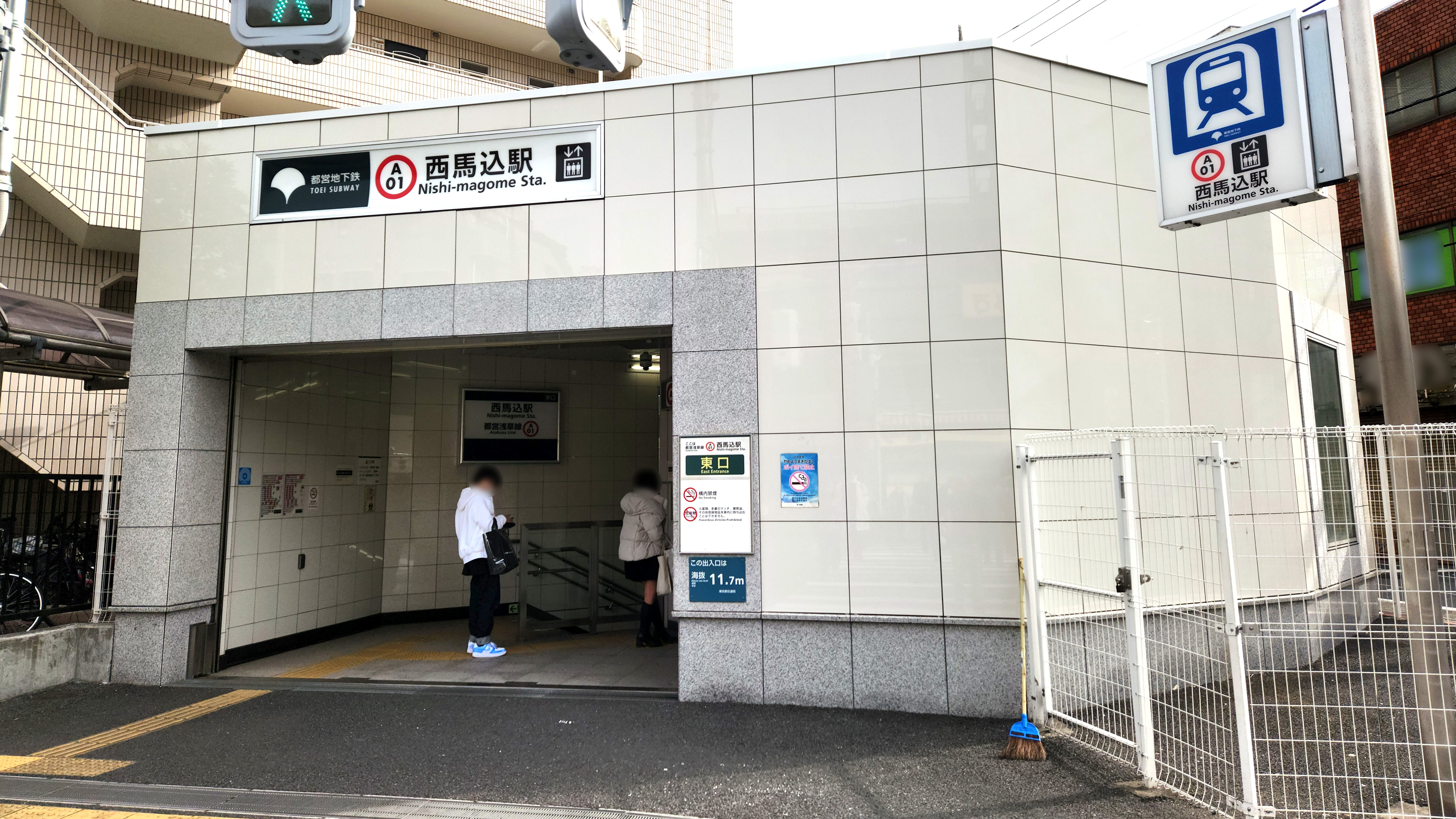
東口（2022年12月17日）
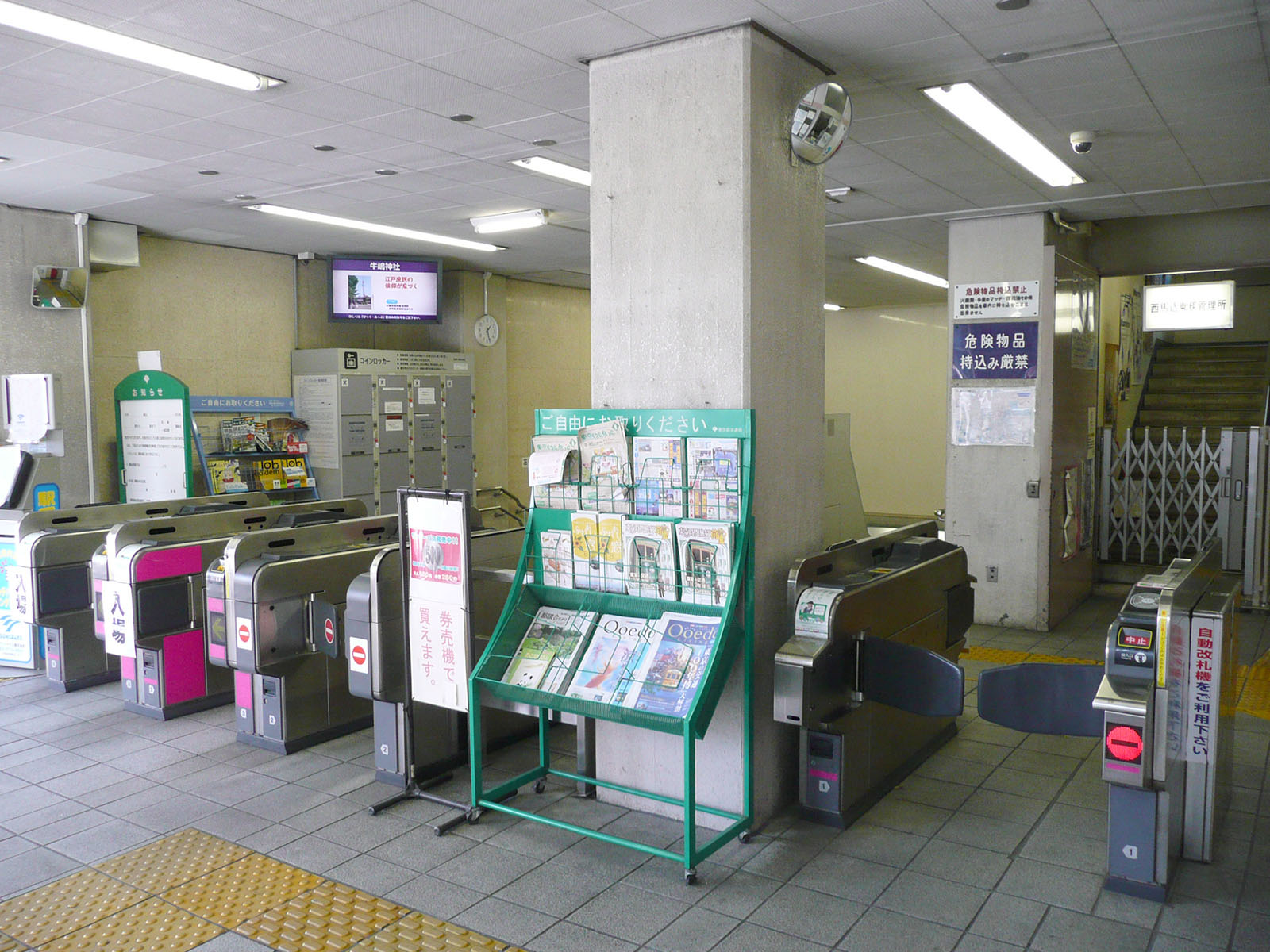
剪票口（2011年8月28日）
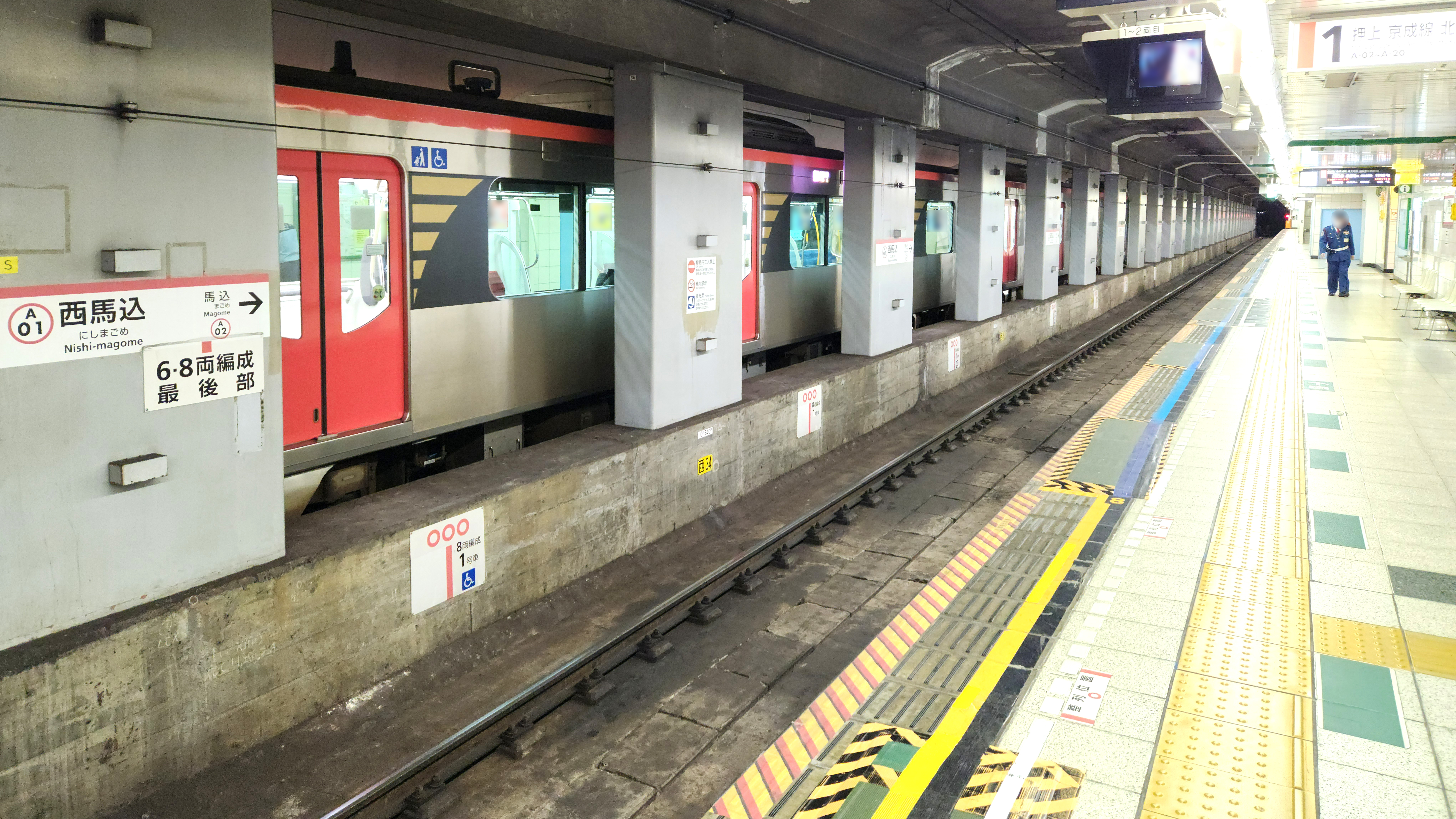
月台（2022年12月17日）

## 利用狀況
2017年度1日平均上下車人次為47,457人（上車人次24,027人、下車人次23,430人）。
各年度1日平均上下車、下車人次如下表。
| 年度               | 1日平均 上下車人次 | 1日平均 上車人次 | 來源     |
| ------------------ | ------------------ | ---------------- | -------- |
| 1990年（平成02年） |                    | 14,258           | [ * 1 ]  |
| 1991年（平成03年） |                    | 14,784           | [ * 2 ]  |
| 1992年（平成04年） |                    | 14,964           | [ * 3 ]  |
| 1993年（平成05年） |                    | 15,055           | [ * 4 ]  |
| 1994年（平成06年） |                    | 15,304           | [ * 5 ]  |
| 1995年（平成07年） |                    | 15,145           | [ * 6 ]  |
| 1996年（平成08年） |                    | 15,504           | [ * 7 ]  |
| 1997年（平成09年） |                    | 15,589           | [ * 8 ]  |
| 1998年（平成10年） |                    | 15,816           | [ * 9 ]  |
| 1999年（平成11年） |                    | 15,880           | [ * 10 ] |
| 2000年（平成12年） |                    | 16,227           | [ * 11 ] |
| 2001年（平成13年） |                    | 16,488           | [ * 12 ] |
| 2002年（平成14年） |                    | 16,819           | [ * 13 ] |
| 2003年（平成15年） | 33,451             | 17,109           | [ * 14 ] |
| 2004年（平成16年） | 33,667             | 17,203           | [ * 15 ] |
| 2005年（平成17年） | 34,068             | 17,397           | [ * 16 ] |
| 2006年（平成18年） | 35,630             | 18,215           | [ * 17 ] |
| 2007年（平成19年） | 37,072             | 18,913           | [ * 18 ] |
| 2008年（平成20年） | 38,208             | 19,449           | [ * 19 ] |
| 2009年（平成21年） | 38,233             | 19,422           | [ * 20 ] |
| 2010年（平成22年） | 38,390             | 19,492           | [ * 21 ] |
| 2011年（平成23年） | 38,590             | 19,606           | [ * 22 ] |
| 2012年（平成24年） | 39,763             | 20,174           | [ * 23 ] |
| 2013年（平成25年） | 42,870             | 21,761           | [ * 24 ] |
| 2014年（平成26年） | 43,086             | 21,843           | [ * 25 ] |
| 2015年（平成27年） | 44,455             | 22,533           | [ * 26 ] |
| 2016年（平成28年） | 45,770             | 23,179           | [ * 27 ] |
| 2017年（平成29年） | 47,457             | 24,027           |          |

## 車站周邊
- 國道1號（第二京濱）
- 池上本門寺
- 池上梅園（日语：池上梅園）
- 大田區立鄉土博物館（日语：大田区立郷土博物館）
- 龍子紀念館
- 立正大學附屬立正中學校、高等學校（日语：立正大学付属立正中学校・高等学校）馬込校區
- 大田區立馬込中學校（日语：大田区立馬込中学校）
- 大田區立大森第十中學校（日语：大田区立大森第十中学校）
- 大田區立梅田小學校（日语：大田区立梅田小学校）
- 東京都立大田櫻台高等學校（日语：東京都立大田桜台高等学校）
- 馬込八幡神社（日语：馬込八幡神社）

### 巴士
第二京濱上有「西馬込站前」巴士站，可搭乘東急巴士運行的以下路線。
- 反01：經中延站前往五反田站
- 反01：經多摩川大橋（日语：多摩川大橋）、遠藤町往川崎站西口北
- 反02：經中延站前往五反田站
- 反02：往池上警察署（日语：池上警察署）（僅平日早晨、深夜）
- 森01：經大田文化之森、大森站往大森操車所
- 森01：經池上警察署；池上站往蒲田站

## 相鄰車站
都营地下铁
 都营浅草线
西馬込站（A 01）－馬込站（A 02）

## 來源
東京都統計年鑑
1. ↑  .   [2019-02-03]. （原始内容存档于2016-03-05）.
2. ↑  .   [2019-02-03]. （原始内容存档于2016-03-05）.
3. ↑  .   [2017-07-29]. （原始内容存档于2013-08-15）.
4. ↑  .   [2017-07-29]. （原始内容存档于2013-02-03）.
5. ↑  .   [2017-07-29]. （原始内容存档于2013-02-03）.
6. ↑  .   [2017-07-29]. （原始内容存档于2013-02-03）.
7. ↑  .   [2017-07-29]. （原始内容存档于2013-02-03）.
8. ↑  .   [2017-07-29]. （原始内容存档于2016-03-04）.
9. ↑  東京都統計年鑑（平成10年）PDF
10. ↑  東京都統計年鑑（平成11年）PDF
11. ↑  .   [2017-07-29]. （原始内容存档于2016-03-04）.
12. ↑  .   [2017-07-29]. （原始内容存档于2016-03-04）.
13. ↑  .   [2017-07-29]. （原始内容存档于2017-07-29）.
14. ↑  .   [2017-07-29]. （原始内容存档于2017-07-29）.
15. ↑  .   [2017-07-29]. （原始内容存档于2017-07-29）.
16. ↑  .   [2017-07-29]. （原始内容存档于2017-07-29）.
17. ↑  .   [2017-07-29]. （原始内容存档于2017-07-29）.
18. ↑  .   [2017-07-29]. （原始内容存档于2017-07-29）.
19. ↑  .   [2017-07-29]. （原始内容存档于2017-07-29）.
20. ↑  .   [2017-07-29]. （原始内容存档于2016-03-26）.
21. ↑  .   [2017-07-29]. （原始内容存档于2016-03-27）.
22. ↑  .   [2017-07-29]. （原始内容存档于2016-03-25）.
23. ↑  .   [2017-07-29]. （原始内容存档于2016-03-27）.
24. ↑  .   [2017-07-29]. （原始内容存档于2016-03-22）.
25. ↑  .   [2019-02-03]. （原始内容存档于2017-07-30）.
26. ↑  .   [2019-02-03]. （原始内容存档于2018-11-09）.
27. ↑  .   [2019-02-03]. （原始内容存档于2019-05-02）.

## 外部連結
- 西馬込 - 東京都交通局